# معركة بنت جبيل
كانت معركة بنت جبيل إحدى المعارك الرئيسية في حرب لبنان 2006. وهي بلدة رئيسية يبلغ عدد سكانها حوالي 20.000 نسمة (معظمهم من الشيعة) في جنوب لبنان. على الرغم من إعلان العميد. غال هيرش في 25 يوليو أن الجيش الإسرائيلي بسط «سيطرته الكاملة» على بنت جبيل، فقد تبدل هذا البيان لاحقاً. فعلى الرغم من المحاولات الثلاث المتواصلة التي قام بها الجيش الإسرائيلي لاحتلال البلدة، إلا أنها ظلت في أيدي حزب الله حتى نهاية الحرب. شهدت البلدة بعض من أعنف المعارك في الحرب، حيث تكبد الجانبان خسائر فادحة. وقتل في المعركة ثلاثة ضباط إسرائيليين كبار، من بينهم الرائد روي كلاين. كما خسر حزب الله عدداً من قادته، أبرزهم خالد أحمد بزي، قائد منطقة بنت جبيل.

## وصلات خارجية
- (The Prince of the Battlefields) أمير الميادين, Documentary from Lebanese TV قناة المنار about Khalid Bazzi (Arabic) English subtitles
- Nasrallah victory speech, Bint Jbeil, Lebanon, 26 May 2000 على يوتيوب